# Бісерова
Бі́серова (рос. Бисерова) — присілок у складі Катайського району Курганської області, Росія. Входить до складу Шутіхінської сільської ради.
Населення — 155 осіб (2010, 184 у 2002).
Національний склад станом на 2002 рік: росіяни — 88 %.